# Висока Греда
Висока Греда је насељено место у саставу општине Врбје у Бродско-посавској жупанији, Република Хрватска.

## Историја
До територијалне реорганизације у Хрватској налазила се у саставу старе општине Нова Градишка.

## Становништво
На попису становништва 2011. године, Висока Греда је имала 217 становника.

## Попис 1991.
На попису становништва 1991. године, насељено место Висока Греда је имало 289 становника, следећег националног састава:
| Попис 1991.‍  | Попис 1991.‍  | Попис 1991.‍ | Попис 1991.‍ | Попис 1991.‍ |
| ------------ | ------------ | ----------- | ----------- | ----------- |
|              |              |             |             |             |
| Хрвати       | Хрвати       |             | 283         | 97,92%      |
| Југословени  | Југословени  |             | 1           | 0,34%       |
| неопредељени | неопредељени |             | 2           | 0,69%       |
| непознато    | непознато    |             | 3           | 1,03%       |
| укупно: 289  |              |             |             |             |